# COROT-7b
COROT-7b(이전에는 COROT-Exo-7b로 불렸다)는 G형 주계열성 COROT-7 주위를 돌고 있는 외계 행성이다. 2009년 프랑스 주도의 COROT 계획 중 발견되었다. 이 행성은 반지름이 지구의 1.7배에 불과하고, 질량은 지구의 5.6 ~ 11배 사이일 것으로 보인다. 질량을 고려하면 가스 행성이 아니라 암석 행성일 것이다. 항성에서 매우 가까운 거리에 있기 때문에 1회 공전에 필요한 시간은 20시간밖에 되지 않다.

## 모항성의 특징
모항성 COROT-7은 외뿔소자리 방향으로 지구로부터 약 450 광년 떨어져 있고, 태양보다 약간 더 차갑고 덜 밝다.

## 특징

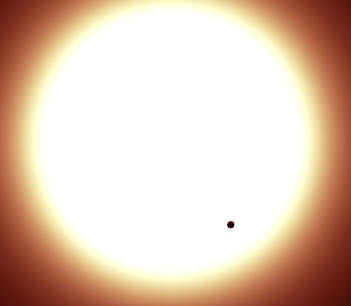
COROT-7 앞을 지나가는 COROT-7b의 상상도. b는 원반 위의 검은 점처럼 보인다.

COROT-7b의 표면 온도는 1000~1500도(섭씨)에 이른다. 높은 온도 때문에 b의 지각은 용암 또는 수증기로 덮여 있을 것이다. b의 밀도와 조성 물질에 대한 연구는 진행 중이지만, 지구와 비슷한 암석 행성일 가능성이 크다. 또는 물과 암석이 반반 섞여 있는(마치 목성과 토성의 거대 위성들처럼) 상태일 가능성도 제기되었다. 이론적 접근을 통해 CoRoT-7b가 소니언 행성일 가능성도 제기된 적이 있다. 여기서 소니언 행성은 원래 해왕성과 같이 가스가 풍부했던 행성이 항성의 뜨거운 복사열 때문에 대기를 잃고, 알맹이만 남은 상태를 말한다.
과학자들은 이 행성이 바다 행성일 가능성을 고려하고 있으나, 확실한 증거가 없다. 이론상에서 바다 행성은 원래 얼음으로 덮여 있었다가 항성 가까이 이동한 후 얼음이 녹아 두꺼운 물층이 행성 전체를 뒤덮은 천체를 말한다.
공전 주기는 고작 20시간이며, b는 지금까지 발견된 외계 행성들 중 궤도 길이가 가장 짧다.
COROT 연구진의 일원인 Suzanne Aigrain의 말에 따르면 이 행성은 지구와 매우 흡사하며, 행성 어딘가에 딱딱한 표면이 존재할 것이라고 한다.

## 발견
COROT-7b는 어머니 항성 앞을 지나가면서 밝기가 줄어드는 현상을 이용하여 발견되었다. 빛이 줄어드는 양과 항성의 지름을 이용하여 행성의 크기를 계산할 수 있다. 이 연구결과는 2009년 2월 3일 프랑스 파리의 COROT 심포지엄에서 COROT-7b의 발견이 발표되었다.

## 검증 진척도
COROT 계획은 2009년 5월 12일 기준으로 COROT-7b의 천구 좌표를 아직 발표하지 않았다. 이 계획은 HARPS 분광사진기를 써서 b의 존재를 검증하려고 시도했으나, 항성의 채층 활동 때문에 제대로 검증 작업을 수행하지 못했다. 지상에서의 관측만으로는 신빙성을 확보하기 힘들다는 판단하에 COROT 측은 스피처 우주 망원경 계획에 이 행성을 관측할 기회를 요청했고 허가를 얻었다.

## 같이 보기
- 크소니언 행성
- COROT-7c
- 케플러-10b
- 스피처 우주망원경

## 참고 문헌
1. 1 2  A. Léger, D. Rouan 외 (2009). “Transiting exoplanets from the CoRoT space mission VIII. CoRoT-7b: the first Super-Earth with measured radius”. 《Astronomy and Astrophysics (accepted)》.
2. 1 2 3  “Notes for planet CoRoT-7 b”. 2009년 3월 17일.
3. ↑  Schneider, J. (2009년 3월 10일). “Change in CoRoT planets names”. 2010년 1월 18일에 원본 문서에서 보존된 문서. 2009년 3월 19일에 확인함.
4. 1 2  암석으로 이뤄진 행성 최초 발견[깨진 링크(과거 내용 찾기)], 조인스뉴스, 2009-09-17 입력, 2009-10-14 확인.
5. 1 2 3  “Tiniest exoplanet found”. Nature Publishing Group. 2009년 2월 3일. 2009년 2월 7일에 확인함.
6. 1 2 3  “COROT discovers smallest exoplanet yet, with a surface to walk on”. 유럽 우주국. 2009년 2월 3일. 2009년 2월 4일에 확인함.
7. ↑  Rouan 연구진 (2009년 5월 13일). “CoRoT-exo-7b Has CoRoT discovered the first transiting Super-Earth around a main sequence star?” (PDF). Corot Symposium - Paris. 2011년 7월 20일에 원본 문서 (PDF)에서 보존된 문서. 2012년 1월 5일에 확인함.
8. ↑  University of Exeter (2009년 2월 3일). “European team finds smallest transiting extrasolar planet ever”. Insciences. 2009년 2월 8일에 원본 문서에서 보존된 문서. 2009년 2월 4일에 확인함.
9. ↑  “CoRoT-Exo-7b: Confirming the first transiting rocky planet”. 2009년 5월 12일.[깨진 링크(과거 내용 찾기)]
10. ↑  “SSC Director's Discretionary Time (DDT)”. 2009년 5월 12일.